# Хафгрен, Лилли
Лилли Хафгрен (швед. Lilly Hafgren, полное имя Lilly Johanna Maria Hafgren; 1884—1965) — шведская оперная певица (сопрано).
Одна из великих оперных звёзд 1910-х и 1920-х годов, выступавшая на самых известных сценах Европы.

## Биография
Родилась 7 октября 1884 года в Стокгольме и была вторым ребёнком в семье театрального деятеля Эрика Юхана Хафгрена и его жены — певицы Марии Мальмгрен. Её отец начал театральную карьеру в 1860 году и работал как в постоянных театрах, так и в странствующих труппах. Оставил стокгольмскую Королевскую оперу в 1869 году и в течение следующих двух десятилетий руководил своими собственными театральными труппами и в конечном итоге стал театральным директором в Södra Teatern в Стокгольме. Её старший брат — Лилль-Эрик Густав (1881—1959), стал композитором, дирижёром, руководителем музыкальной консерватории в Нойштадт-ан-дер-Вайнштрасе; младший брат — Ханс Георг (1887—1950), был выдающимся скрипачом. В 1892 году родители переехали в Германию и поселились во Франкфурте-на-Майне.
Своё музыкальное образование начала в Германии в возрасте восьми лет с желанием стать пианисткой. Обучалась игре на фортепиано в консерватории Raff’schen Konservatorium во Франкфурте-на-Майне, затем поехала в Штутгарт и стала ученицей Макса Шварца. В 1898 году она перешла на учёбу вокалу у Максимилиана Флейша в этой же консерватории, обучение окончила в 1902 году.
В 1905 году Лилли Хафгрен вышла замуж за архитектора (впоследствии — театральный режиссёр) Ханса Ваага и они уехали на три года в Италию, где Лилли продолжила своё образование. В 1907 году она дала концерт в доме графини Гравиной во Флоренции, где спела несколько песен, аккомпанируя себе на фортепиано. Среди гостей был Зигфрид Вагнер, который обратил внимание на певицу и пригласил её на прослушивание в Байройт, где он дирижировал на Байрёйтском фестивале.
Она дебютировала на Байрёйтском фестивале в 1908 году в партии Фрейи в опере «Золото Рейна» под управлением легендарного Ганса Рихтера. Генеральный директор Мангеймского театра Карл Хагеманн был впечатлён талантом молодой певицы и сразу же предложил ей четырёхлетний контракт. В Мангейме Лилли Хафгрен-Вааг смогла быстро освоить широкий репертуар ролей и получить высокую оценку публики и прессы. Её партнёром по тенору почти всегда был Фриц Фогельстрем, которого тоже очень любили в Мангейме. На фестивале 1911, 1912 и 1924 годов она была главным исполнителем Евы в «Нюрнбергских мейстерзингерах». Работая в Мангейме, выступала в качестве приглашённого гостя в театрах Карлсруэ, Ганновера, Лейпцига, Франкфурта и Праги. В 1912 году Хафгрен-Вааг попрощалась с мангеймской публикой и продолжила свою певческую карьеру в Берлинской придворной опере (ныне Берлинская государственная опера), участницей которой она была по 1920 год. В 1919 году она развелась с Хансом Ваагом.
Успех певицы продолжился в Берлинской опере, где она продемонстрировала гибкость и универсальность своего голоса в ролях Памины в «Волшебной флейте» Моцарта, Леоноры в «Фиделио» Бетховена, Марты в «Tiefland» Д’Альбера и в заглавных партиях в «Кармен» Бизе и «Тоска» Пуччини. Также в числе её работ в этот период времени — роли в операх: «Iphigénie en Tauride», «Mona Lisa», «Электра» и «Кавалер розы». В 1913 году она сыграла главную роль в премьере первой версии «Ариадны на Наксосе» в берлинском театре Концертхаус.

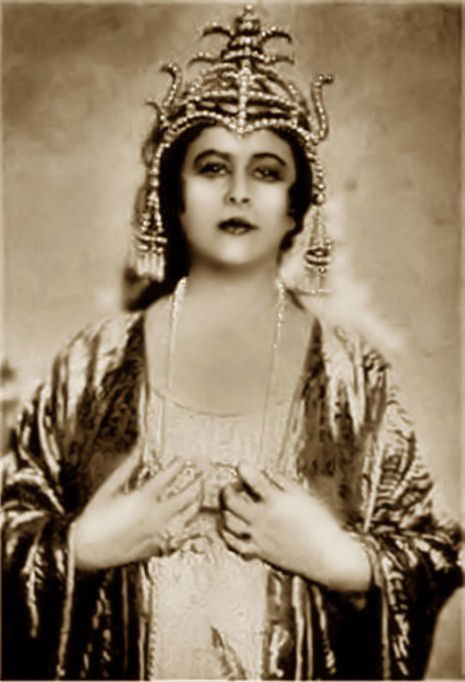
Императрица в «Женщине без тени»

В 1914 году была приглашена в Венскую государственную оперу. Во время Первой мировой войны её карьера приостановилась и продолжилась только в 1919 году, когда она дебютировала в Опере Земпера в Дрездене. На берлинской премьере оперы «Женщина без тени» 18 апреля 1920 года она исполнила роль Императрицы. В этот период времени она вышла замуж за арт-дилера Георга Динкела из Берлина и с середины 1920 года посвятила себя исключительно гостевым выступлениям. Так началась её вторая часть карьеры, связанная почти со всей Европой. В 1920-х годах её приглашали в Бухарест, Варшаву и Прагу, затем снова в Вену. Она пела в Мадриде и Барселоне, а также во многих итальянских оперных театрах, включая Ла Скала. Выступала в Париже, Лионе, Монако, Базеле, Гётеборге и Стокгольме. Она отклонила предложение нью-йоркской Метрополитен-оперы, потому что ни муж, ни брат не могли сопровождать её за океан.
В 1933 году Лилли Хафгрен вернулась в Дрезден в Оперу Земпера, где состоялись её последние выступления, включая Кундри в «Парсифале» и Иродиаду в «Саломее». В 1935 году, после выступления в «Женщине без тени» под руководством самого Рихарда Штрауса, на банкете после окончания оперы певица неожиданно объявила, что этот спектакль стал её уходом со сцены. Попытки изменить её мнение, в том числе лично Рихарда Штрауса, оказались тщетными.
Покинув сцену, жила с мужем в Берлине. Многие её произведения были записаны на пластинки фирмами грамзаписи Odeon, Gramophone и Polydor.
Умерла 27 февраля 1965 года в Берлине.